# Полезе (Кампобасо)
Полезе је насеље у Италији у округу Кампобасо, региону Молизе.
Према процени из 2011. у насељу је живело 41 становника. Насеље се налази на надморској висини од 580 м.